# Haddadus aramunha
Espèce
Synonymes
- Strabomantis aramunha Cassimiro, Verdade & Rodrigues, 2008

Statut de conservation UICN

 DD  : Données insuffisantes
Haddadus aramunha est une espèce d'amphibiens de la famille des Craugastoridae.

## Répartition
Cette espèce est endémique l'État de Bahia au Brésil. Elle se rencontre entre 800 et 1 200 m d'altitude.

## Description
Les 2 spécimens mâles adultes observés lors de la description originale mesurent entre 40,3 à 41,1 mm de longueur standard et les 2 spécimens femelles adultes observés lors de la description originale mesurent entre 75,2 à 79,7 mm de longueur standard.

## Étymologie
Son nom d'espèce, du tupi aramunha, géant, lui a été donné en référence à la taille de cette espèce.

## Publication originale
- Cassimiro, Verdade & Rodrigues, 2008 : A large and enigmatic new eleutherodactyline frog (Anura, Strabomantidae) from Serra do Sincora, Espinhaco range, northeastern Brazil. Zootaxa, no 1761, p. 59-68.